# Marataizes (ort i Brasilien)
Marataizes är en ort i Brasilien.   Den ligger i kommunen Marataízes och delstaten Espírito Santo, i den sydöstra delen av landet, 900 km sydost om huvudstaden Brasília. Marataizes ligger 7 meter över havet och antalet invånare är 25 397.
Terrängen runt Marataizes är platt. Havet är nära Marataizes åt sydost. Marataizes är det största samhället i trakten.